# Mettmenstetten
Mettmenstetten (schweizerdeutsch: Mättmischtette oder Mättmi, in der lokalen Mundartaussprache Mäpmischtette bzw. Mäpmi) ist eine politische Gemeinde im Bezirk Affoltern (älter: Knonauer Amt, pop. Söiliamt) des Kantons Zürich in der Schweiz. Die politische Gemeinde wurde 1895 aus den Zivilgemeinden Ober- und Untermettmenstetten und den Weilern Rossau, Dachlissen und Herferswil gebildet.

Mettmenstetten, historisches Luftbild von 1923, aufgenommen aus 300 Metern Höhe von Walter Mittelholzer

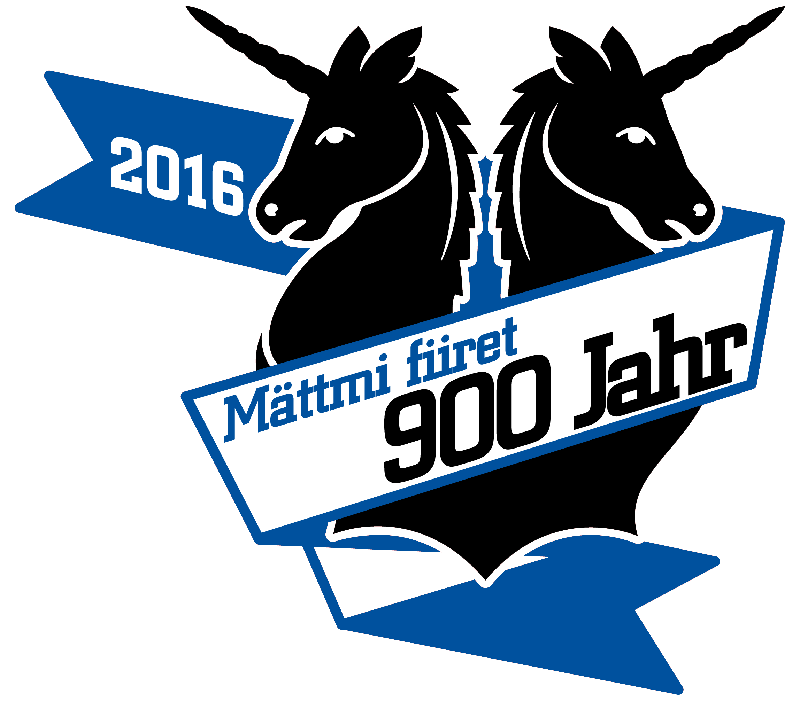
Offizielles Jubiläumslogo Gemeinde Mettmenstetten

## Geographie
Mettmenstetten liegt im Südwesten des Kantons Zürich und ist mit 13,11 km² nach Hausen am Albis und noch vor Stallikon und Affoltern am Albis die zweitgrösste Gemeinde im Bezirk Affoltern. Das Dorf Mettmenstetten ist in 17 Kilometer Luftdistanz von Zürich und 12 Kilometer von Zug gelegen. Zu der Gemeinde gehören die Weiler Dachlissen, Eigi, Grossholz, Herferswil, Hübscheren, Rossau und Wissenbach. Der grösste Anteil des Gemeindegebiets wird von Landwirtschaftsflächen eingenommen, die 64,3 Prozent umfassen. Weitere 19,1 Prozent sind Wald, 9,9 Prozent Siedlungsfläche und 5,8 Prozent Verkehrsfläche.
Im Norden liegt der Bezirkshauptort Affoltern am Albis. Gegen den Albis hin höher gelegen befinden sich die Gemeinden Aeugst am Albis im Nordosten und im Osten Rifferswil und Kappel am Albis. Im Süden liegt Knonau, im Westen Maschwanden und Obfelden.

### Geologie
In geologischer Hinsicht liegt Mettmenstetten im Molassebecken des Schweizer Mittellandes. Das Becken wurde im Verlaufe des Tertiärs mit dem Abtragungsschutt der entstehenden Alpen aufgefüllt, wobei sich die Sedimente in verschiedene Schichten unterteilen lassen. Ablagerungen unter marinen Bedingungen werden als Meeresmolasse, solche unter fluviatilen Bedingungen als Süsswassermolasse bezeichnet. Die Gemeinde liegt westlich der Albis-Bergkette in einer sich gegen die Reussebene öffnenden Moränenlandschaft.
Die entscheidende landschaftliche Überprägung erhielten Affoltern und die Region durch den Vorstoss des Reussgletschers während der verschiedenen Eiszeiten. Durch den Gletscher wurden bereits existierende Talmulden vertieft und erweitert sowie neue Täler geschaffen.

### Klima
Mettmenstetten liegt im Bereich der gemässigten Klimazone. Prägend für das Klima sind einerseits die Winde aus westlichen Richtungen, die oft Niederschlag heranführen, andererseits die Bise (Ost- oder Nordostwind), welche meist mit Hochdrucklagen verbunden ist, aber in allen Jahreszeiten kühlere Witterungsphasen bringt, als im Mittel zu erwarten wären. Der in den Alpentälern und am Alpenrand wichtige Föhn zeigt im Normalfall keine speziellen klimatischen Auswirkungen auf Mettmenstetten. Die nächstgelegenen Klima-Messstationen von MeteoSchweiz befinden sich in Luzern und Zürich-Affoltern in 13 bzw. 27 Kilometern Entfernung. Beide Stationen liefern annähernd gleiche Werte. Daraus ergibt sich für Mettmenstetten eine Jahresdurchschnittstemperatur von ungefähr 8,7 °C. Der kälteste Monat ist der Januar mit −0,4 °C, der wärmste ist der Juli mit 21,0 °C. Die Niederschlagsmenge beträgt rund 1100 mm pro Jahr, wobei besonders während der drei Sommermonate aufgrund der konvektiven Niederschläge höhere Mengen gemessen werden als im Winter.

### Flora und Fauna
Die Flora von Mettmenstetten und den umliegenden Gemeinden umfasst etwa 1100 Pflanzenarten; ohne Algen, Pilze, Flechten und Moose. In Affoltern sind Laubwälder, besonders der Waldmeister-Buchenwald, verbreitet. Auf Böden, die infolge höheren Tongehaltes oder ihrer Lage am Hangfuss bzw. an Muldenrändern feuchter sind, wird die Buche zusehends durch Berg-Ahorn und Esche verdrängt. Bärlauchfluren bestimmen deren Unterwuchs. In allen kalkreichen Laubmischwäldern ist der Türkenbund verbreitet. In der Region kommen die typischen Tierarten des Nordwestschweizer Mittellandes vor, so zum Beispiel Mäusebussard und Turmfalke, Schleiereule, Graureiher, Fuchs, Dachs, Ringelnatter wie auch die seltene Kreuzkröte und der Grasfrosch. Verschwunden sind zum Beispiel der Gartenrotschwanz und der Kuckuck. Der Rotmilan ist der grösste Greifvogel in der Region.

## Geschichte
Seit 1997 ist aus Luftbildern der Standort eines römischen Gutshofes an der Grundrebenstrasse bekannt. 1998 wurden im Rahmen einer archäologischen  Notgrabung ein ehemaliger Bachlauf, ein Prügelweg und ein Holzsteg eingehender untersucht. Weisstannenstämme bildeten auf steinernen Lagern die Träger der 1,5 m breiten Brücke und Spältlinge aus Eichenholz und Ästen die «Fahrbahn» und den Prügelweg. Keramikfunde und Knochen liessen eine Datierung des Steges in die 1. Hälfte des 2. Jh. zu, die Benützungszeit bis ins 2./3. Jh. Die dendrochronologische Datierung des Prügelwegs ergab eine Benützung schon zur Frühbronzezeit. Während der Römerzeit war die Region dünn besiedelt, Gutshöfe prägten die Landschaft. Die Überreste eines römischen Gutsbetriebs gibt es noch heute im Niederfeld, gut konserviert im Boden. Die Kirche von Mettmenstetten ist erstmals 998 in einem Dokument des Klosters Pfäfers erwähnt. Die erste beurkundete Nennung des Dorfes Metemunstat datiert auf das Jahr 1116. Rossau wird zum ersten Mal 1221 urkundlich erwähnt.
Das erste Wappen für Mettmenstetten wird 1285 erwähnt und zeigt ein Ankerkreuz. Der Besitz der Vogtei Knonau mit Ober-Mettmenstetten wechselte 1309 von den Herren von Eschenbach-Schnabelburg an die Ritter von Hünenberg, welche das bis heute gültige Wappen mit dem Doppeleinhorn einführten. Vogt Hartmann erhielt die Vogtgewalt über Mettmenstetten. Mettmenstetten wurde 1398 zum Spielball eines hektischen Landtausches. Zuerst übernahmen die Ritter von Seon. Dann übertrug sich der Besitz auf die Herren von Heidegg, und zu guter Letzt nannten die Edlen von Landenberg Mettmenstetten deren Eigen. Der Zürcher Bürgermeister Johannes Meyer von Knonau erwarb 1399 den «Meyerhof» bei der Linde in Ober-Mettmenstetten: Dort wurde auch Gericht gehalten. Die heute noch bestehende und benutzte Wiesenbachbrücke wurde 1490 auf der Handelsroute Zürich–Luzern gebaut. Die Kirche wurde von 1510 bis 1521 erweitert und erlangte allmählich die heutige Form. Die Zürcher verloren 1531 die Schlacht bei Kappel und Reformer Zwingli sein Leben.

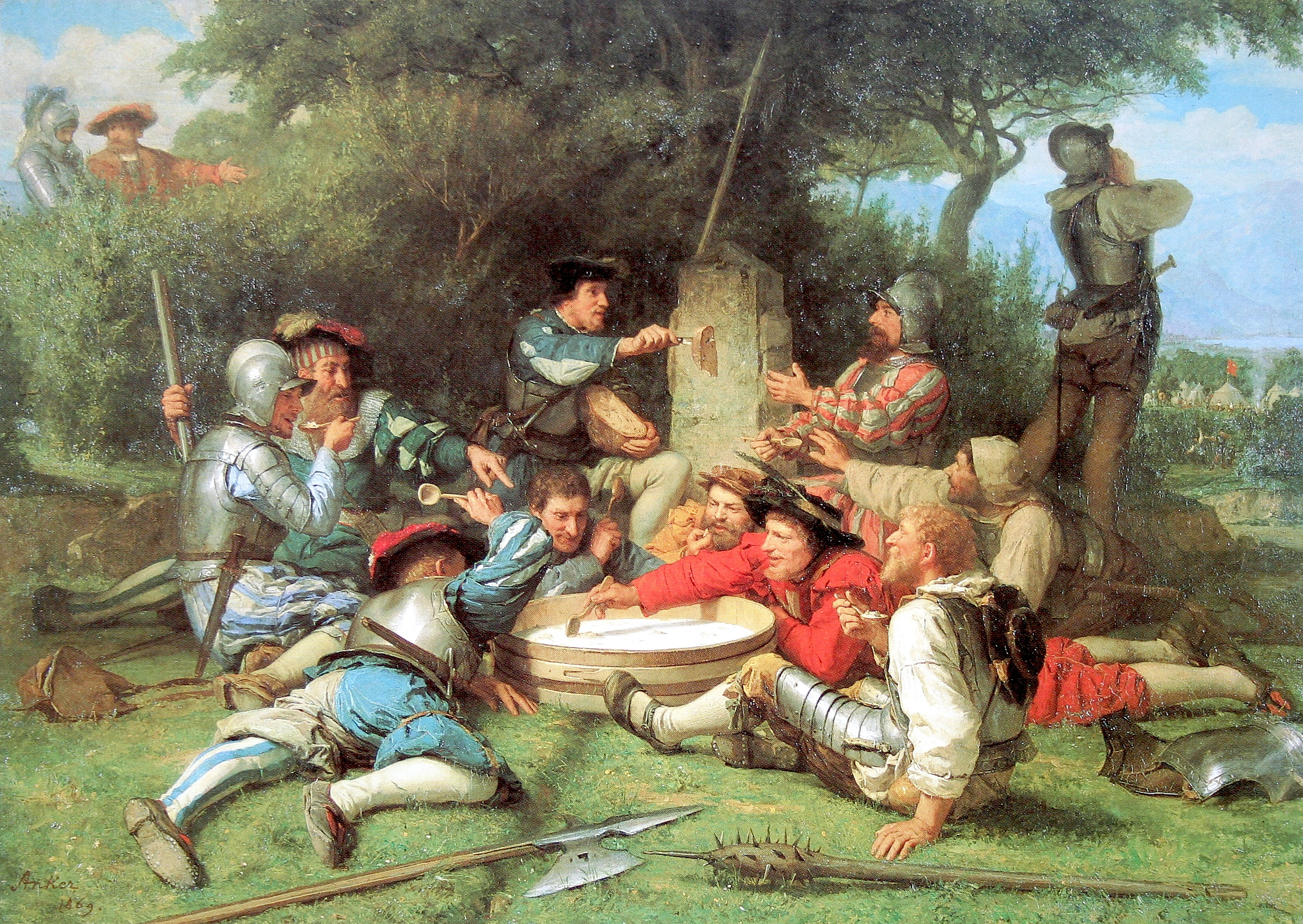
Kappeler Milchsuppe von Albert Anker, 1869

Die Bautätigkeiten für Wohnraum wurden 1607 drastisch eingeschränkt bis zum Baustopp. Anbauten blieben teils erlaubt, so entstanden die noch heute vorhandenen «Reihenhäuser».
Viele Mettmenstetter wanderten zu Beginn des 18. Jahrhunderts nach Amerika aus. Es wurde ein Auswanderungsverbot erlassen, welches aufgrund der grossen Not wenig Beachtung fand. Im Jahre 1803 wurden fünf Fraktionen (Unter-, Obermettmenstetten, Dachlissen, Rossau und Herferswil) zu einer Zivilgemeinde zusammengeschlossen. Mettmenstetten gehörte nun dem Bezirk Horgen an. In Mettmenstetten wurde 1826 die erste Zürcher Amtsschule auf dem Land gegründet (später Sekundarschule genannt). Mettmenstetten wurde 1837 dem Bezirk Affoltern zugeteilt und verlor den Status Bezirkshauptort. Affoltern war von nun an Hauptort. 1895 wurden Ober- und Unter-Mettmenstetten vereinigt. Die erste katholische Kirche, St. Burkard, wurde 1935 auf dem Rüteli eingeweiht. Mettmenstetten erhielt 1990 den S-Bahn-Anschluss. Die Volksinitiative zur Verhinderung der Autobahn durchs Säuliamt wurde vom Volk verworfen. 2009 wurde das Autobahnteilstück A4 durchs Knonaueramt als wichtiges Verbindungsstück zwischen Luzern und Zürich eröffnet. Der Verkehr verlagerte sich immer mehr auf die Autobahn. Mettmenstetten feierte 2016 das 900-Jahr-Jubiläum.

## Name

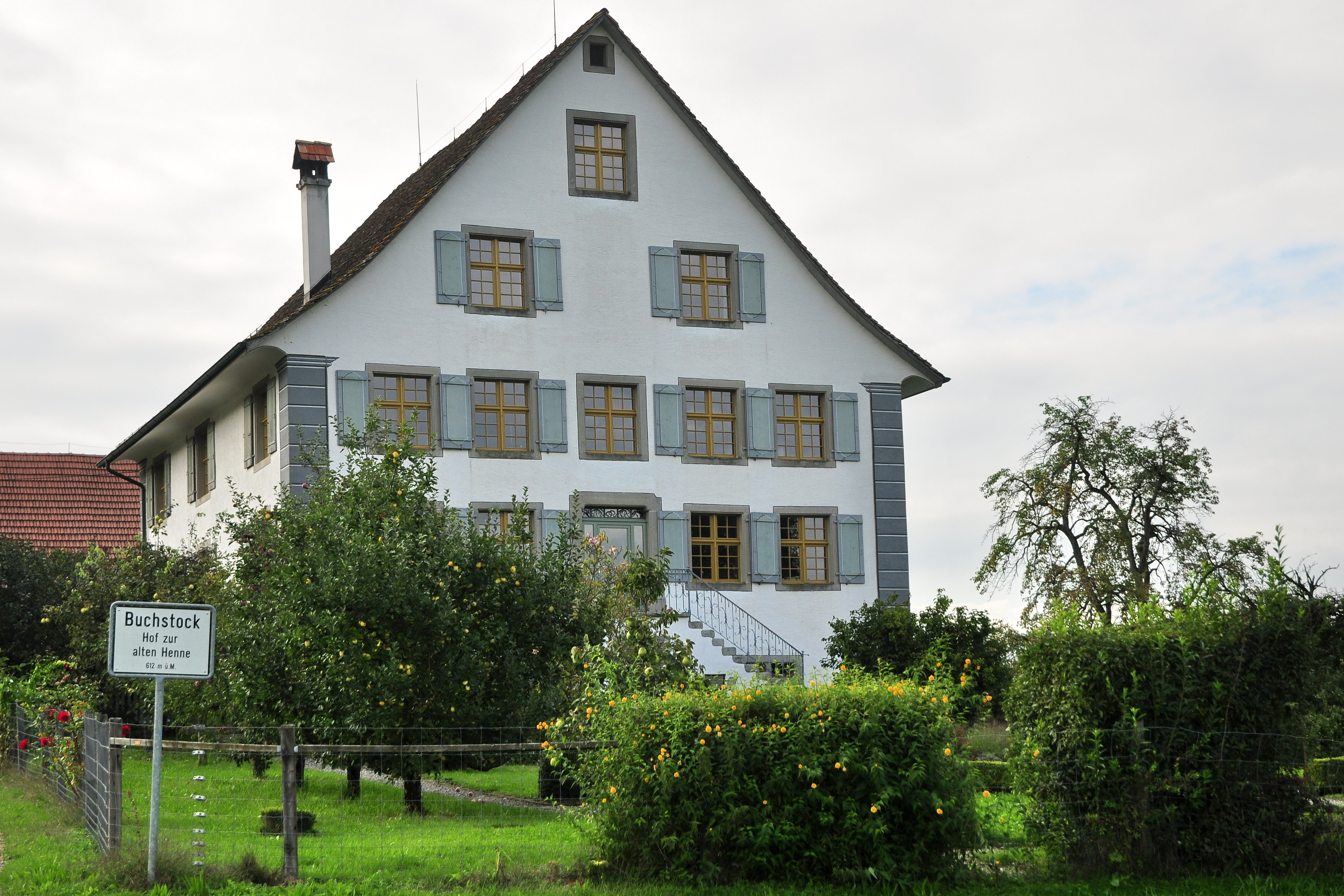
Wohnhaus Buchstock

Die ersten Namensbelege lauten Metmenstetten (998, sprachlich angepasste Kopie aus dem 17. Jahrhundert), Metemunstat (1116) und Metmonstetten (1173). In lokalhistorischen Publikationen ist zu lesen, dass es sich bei der Ortsbezeichnung um die Hofstätte eines alemannischen Siedlers namens Metamon oder Metemun gehandelt haben könnte. Für einen solchen Personennamen existieren jedoch keine mittelalterlichen Belege. Die aktuelle Ortsnamenforschung geht denn auch davon aus, dass der Name Mettmenstetten auf dem althochdeutschen Adjektiv metamo (mittel-, mittler-) und dem Nomen stat (Stätte, Ort, Stelle; Plural: steti) beruht. Auf Althochdeutsch hätte die Siedlung demnach Metamastat (Mittelort), Metamunsteti (mittlere Orte) bzw. ze den Metamonstetin (bei den mittleren Orten/Siedlungen) geheissen.
Darüber, zwischen welchen zwei Orten Mettmenstetten gegründet wurde, kann nur spekuliert werden: der mittlere von drei alemannischen Höfen, in der Mitte zwischen Zürich und Luzern, zwischen den Weilern Rossau und Dachlissen, zwischen den Dörfern Kappel am Albis und Maschwanden? Oder war die Mittellage zwischen den schon in römischer Zeit bestehenden Siedlungen Unterlunnern und Baar namengebend?

## Wappen
Blasonierung:
In Silber zwei zusammengewachsene, abgewandte schwarze Einhornrümpfe
Die erste Erwähnung stammt aus dem Jahr 1285, als Mettmenstetten noch zum grösseren Teil im Herrschaftsbereich der Freiherren von Eschenbach lag, deren Emblem – ein Ankerkreuz auf gelbem Grund – vom späteren Freiamt und dem heutigen Bezirk Affoltern übernommen wurde. Nach dem Niedergang der Eschenbacher erhielten 1309 die Edlen von Hünenberg deren Besitzrechte in ganz Mettmenstetten. Sie führten in ihrem Wappenschild die Einhornköpfe ein. Als dieses Rittergeschlecht verschwand, blieb deren Hoheitszeichen als Mettmenstetter Wappen zurück. Als ältester Beleg für das Wappen der Gemeinde oder der Kirchgemeinde sind die Einhornrümpfe im Mittelfeld der Holzdecke anzuführen, welche der Zuger Tischmacher Jakob Winkler 1521 für die Kirche Mettmenstetten schnitzte.
Für das 900-Jahr-Jubiläum (2016) von Mettmenstetten wurde ein spezielles Jubiläumslogo «Mättmi 900» kreiert. Dabei sind die beiden schwarzen Einhornrümpfe umhüllt von einer festlichen Schlaufe mit der Aufschrift des Jubiläumsmottos: «Mättmi fiiret 900 Jahr».

## Bevölkerung
| Jahr | Einwohner |
| ---- | --------- |
| 1836 | 1405      |
| 1850 | 1450      |
| 1900 | 1396      |
| 1950 | 1710      |
| 2000 | 3661      |
| 2005 | 3724      |
| 2010 | 4245      |
| 2015 | 4659      |
| 2020 | 5378      |
| 2022 | 5625      |

In Mettmenstetten leben 5'625 Personen (Stand 2022). Das durchschnittliche Wachstum pro Jahr betrug in den letzten fünf Jahren +2,9 Prozent. 15,8 Prozent der in Mettmenstetten gemeldeten Einwohner, das sind 886 Personen, besitzen keinen Schweizer Pass. 2022 waren 18,6 Prozent der Einwohner jünger als 15 Jahre, und 4,8 Prozent der Einwohner waren zwischen 15 und 19 Jahren. Zwischen 20 und 64 Jahren waren 58,0 Prozent der Einwohner. Älter als 64 Jahre waren 18,5 Prozent der Einwohner.
Die Amts- und Verkehrssprache ist Deutsch, welche im alltäglichen Umgang überwiegend als Zürichdeutsch gesprochen wird.
Heute sind die Evangelisch-Reformierten mit 34,4 Prozent die grösste Religionsgruppe, an zweiter Stelle folgt die römisch-katholische Kirche mit 24,2 Prozent (Stand 2022). Immer mehr Personen in Mettmenstetten bezeichnen sich als konfessionslos; der Anteil der Konfessionslosen und derjenigen mit anderer Konfession war im Jahr 2022 zusammen bei 41,4 Prozent.
2022 waren laut dem Statistischen Amt des Kantons Zürich rund 34 Personen in Mettmenstetten als arbeitslos gemeldet. Das entspricht einer Arbeitslosenquote von 1,0 Prozent. Der Frauenanteil in Mettmenstetten betrug 50,9 Prozent.

## Politik
Gemeindepräsidentin ist Vreni Spinner (parteilos, Stand 2023).
Bei der Nationalratswahl 2019 erreichten die Parteien folgende Wähleranteile:
SVP 31,23 %, SP 15,37 %, glp 14,65 %, Grüne 11,83 %, FDP 11,82 %, EVP 4,66 %, EDU 3,66 %, CVP 3,56 %, BDP 1,36 % und andere (8) 1,86 %.
Die Wähleranteile bei der Nationalratswahl 2023: SVP 34,62 % (+3,39 %), SP 15,63 % (+0,26 %), glp 14,28 % (−0,37 %), FDP 10,46 % (−1,37 %), Grüne 7,71 % (−4,12 %), Die Mitte 7,25 % (+2,33 %), EVP 3,44 % (−1,22 %), EDU 2,01 % (−1,66 %), Aufrecht Zürich 1,85 %, PfL Pflegeliste 1,10 %, andere (10) 1,66 %.

## Verkehr
Durch die Gemeinde Mettmenstetten führt die 1864 von der Zürich-Zug-Luzern-Bahn eröffnete Bahnstrecke Zürich–Zug; sie wird von den Linien S 5 Zug – Affoltern a. A. – Zürich HB – Uster – Pfäffikon SZ  und SN5  der S-Bahn Zürich bedient.
Ab Mettmenstetten, Bahnhof verkehren zwei Postautolinien:
230 Mettmenstetten – Uttenberg – Maschwanden
232 Mettmenstetten – Rossau – Uerzlikon – Hauptikon – Rifferswil – Mettmenstetten (Rundkurs)
Durch Mettmenstetten verkehrt ausserdem noch die Postautolinie:
223 Affoltern a.A. – Mettmenstetten, Rennweg – Rifferswil – Hausen am Albis

## Sehenswürdigkeiten
In Mettmenstetten gibt es vier Kirchen:
- Die reformierte Kirche befindet sich in der Ortsmitte. Sie besitzt als Besonderheit eine spätgotische, mit Flachschnitzereien verzierte Holzdecke, welche von Jakob Winkler 1521 angefertigt worden war.[13]
- Die katholische Kirche St. Burkard stammt aus dem Jahr 1968 und wurde 2000 durch ein Pfarreizentrum erweitert. Ihr Vorgängerbau war eine Kapelle aus dem Jahr 1935.
- Die Evangelische Täufergemeinde (ETG) befindet sich an der Weidstrasse 20.
- An der Langacherstrasse wurde die Neuapostolische Kirche errichtet.
- In den Buebenauen überquert eine sehenswerte alte Steinbrücke den Haselbach. Sie muss, aus ihrer Bauweise zu schliessen, ein hohes Alter haben. (Publizierte Angabe ohne Beleg: 1490.) Ohne Mörtel (nur restaurierte Teile sind mit Zementmörtel verfugt) in der Trockenmauertechnik aus Feldsteinen und Findlingen gebaut, spannt sich die nur 4,5 m lange Brücke mit einem Bogen von 2,2 m über den Bach. Auffällig ist ihre Breite von 5 m. Darum wird das Baudenkmal mit der historischen Strasse Zürich–Luzern in Verbindung gebracht, die in den alten Kartenwerken Gygerkarte von 1667 und Wild-Karte von 1860 noch eingetragen ist.[24]

## Bilder

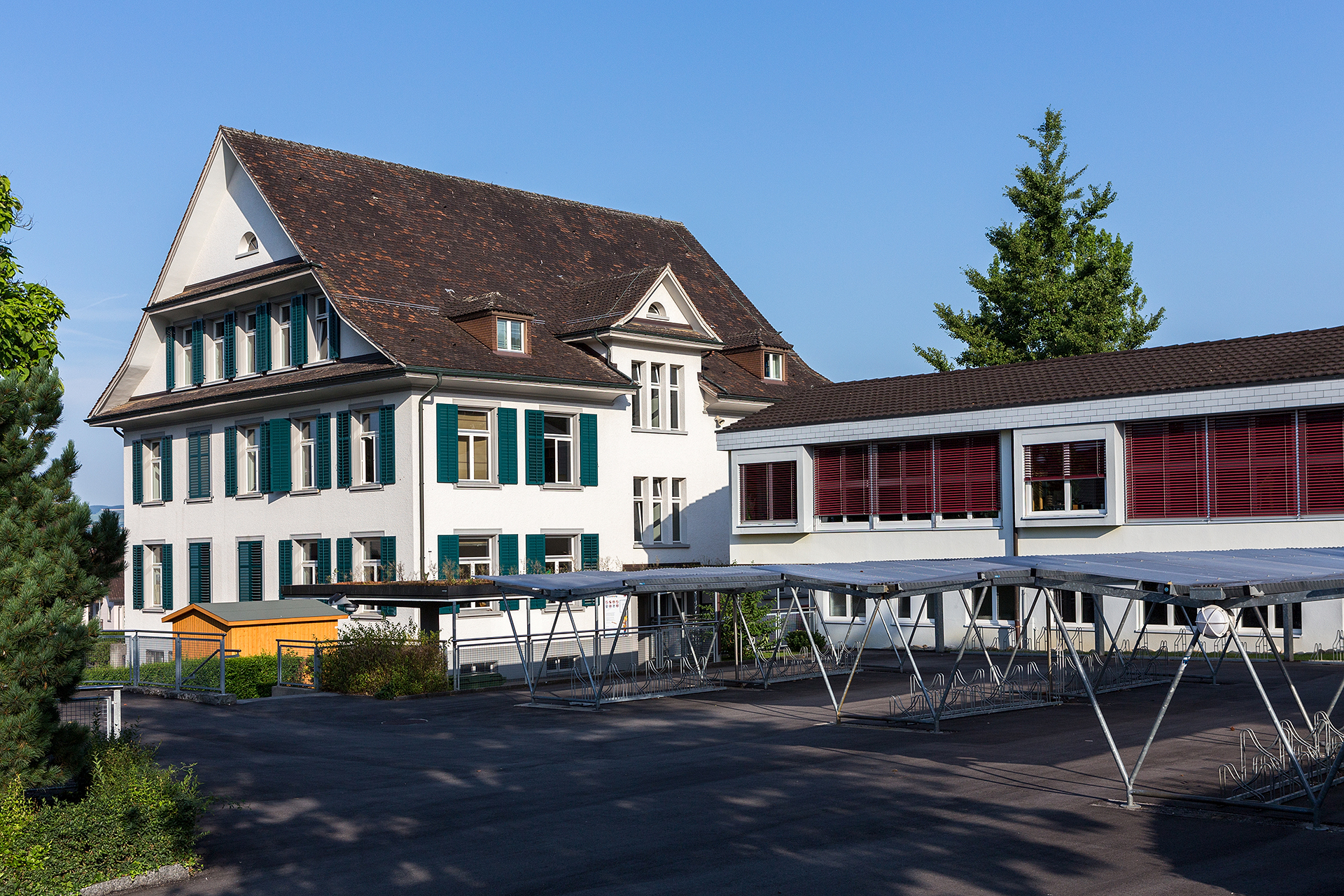
Altes Sekundarschulhaus und altes Realschulhaus
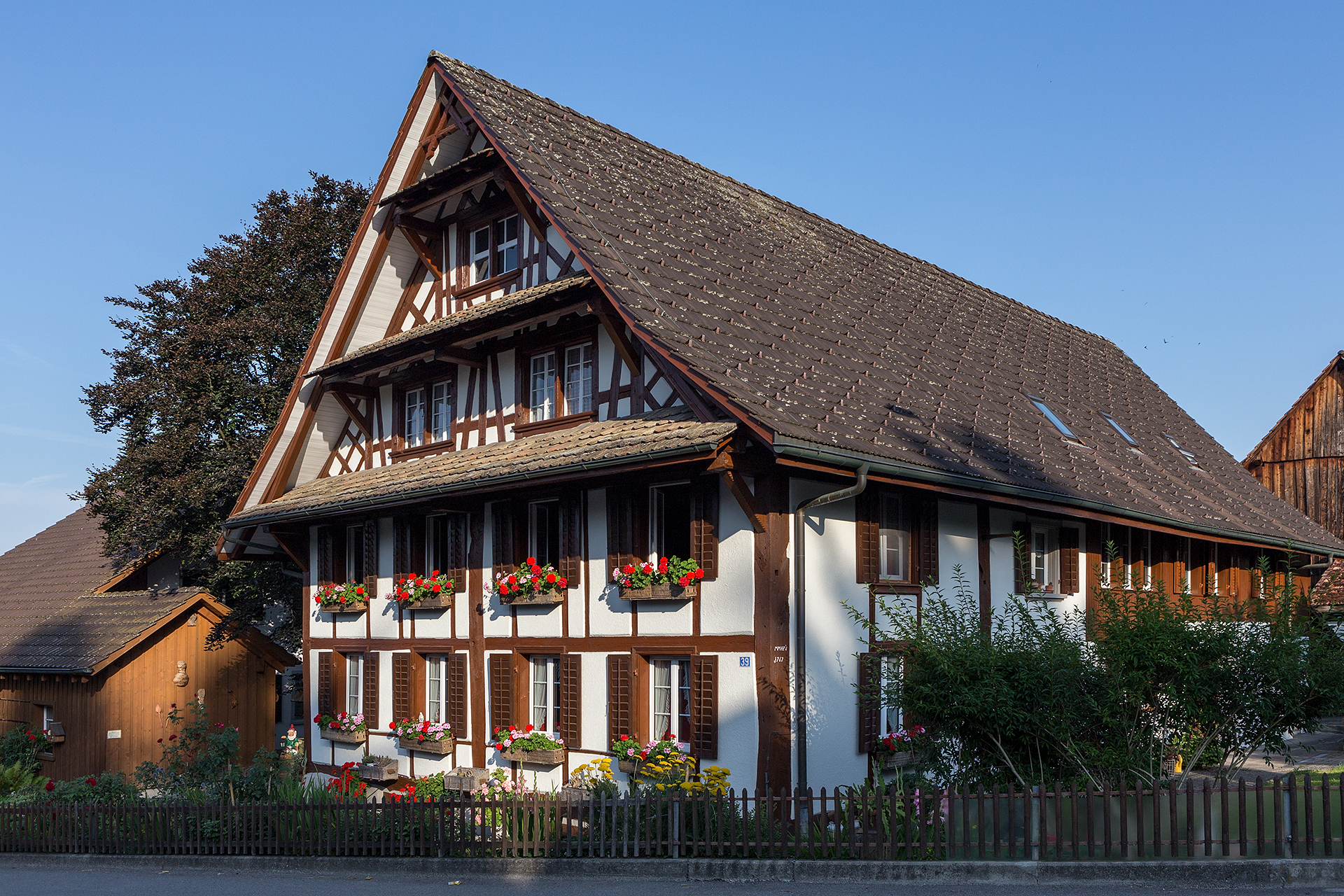
Ehemaliges Bauernhaus aus dem Jahre 1676
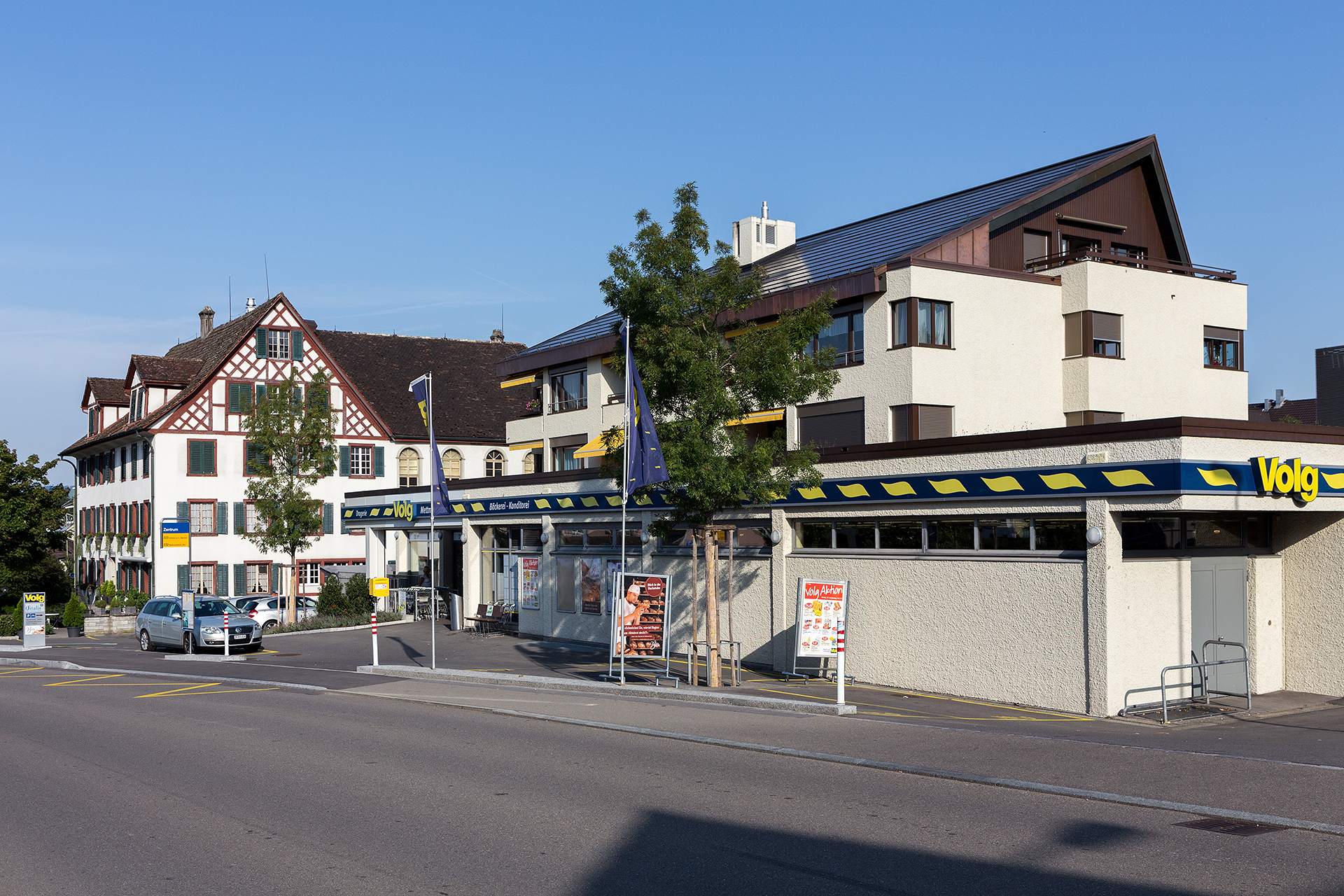
Gasthaus «zum weissen Rössli» und Volg
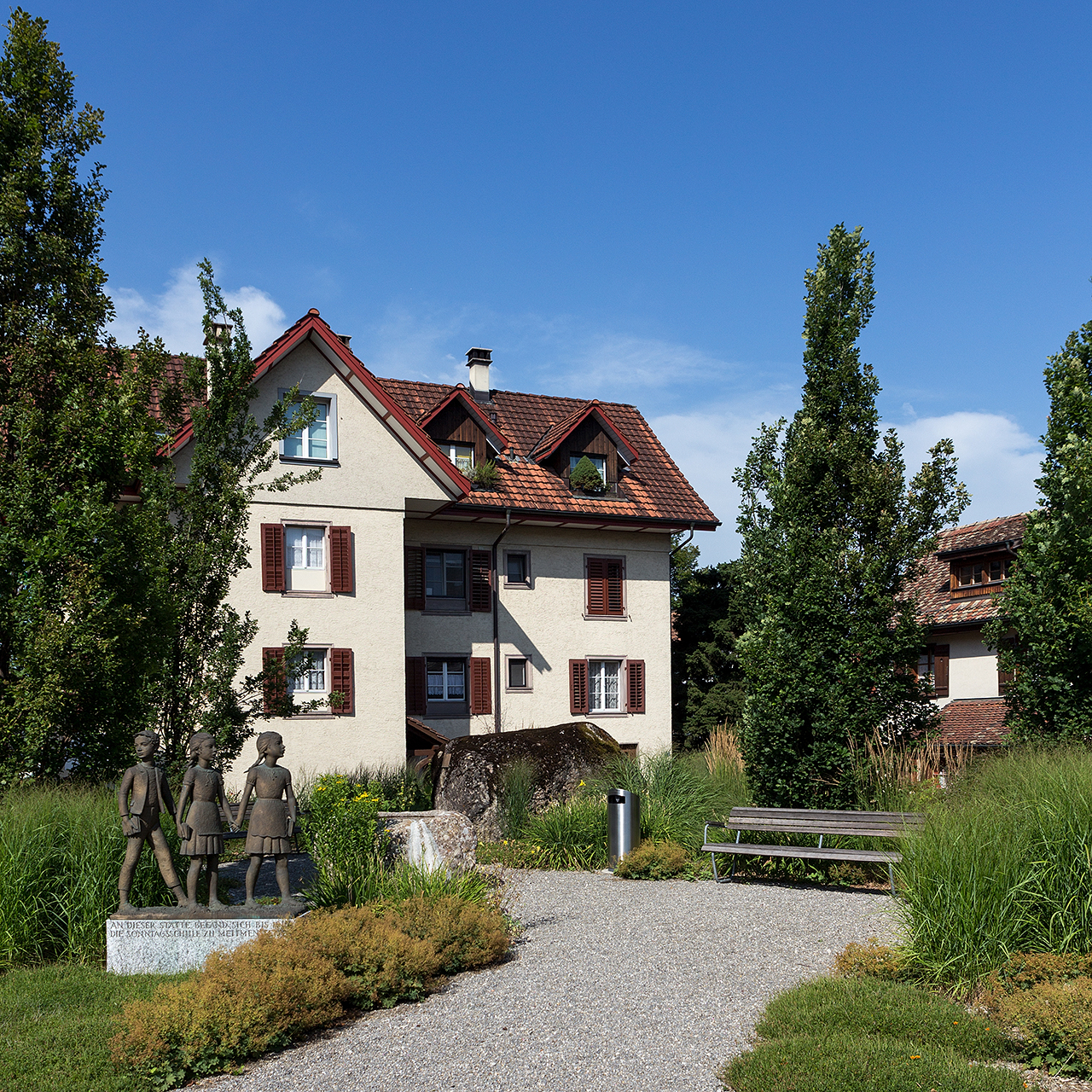
Sonntagsschüler und Findling
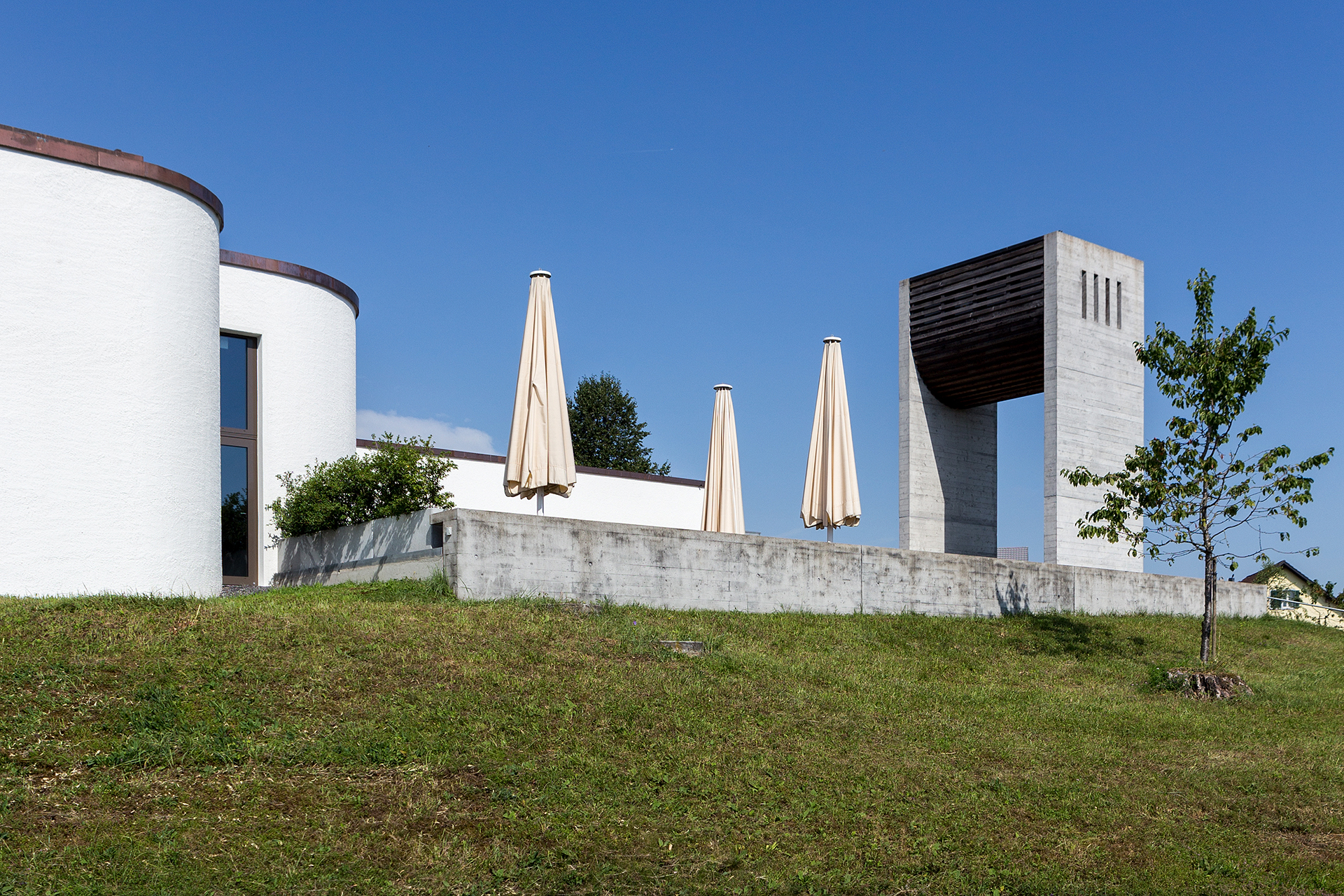
Katholische Kirche St. Burkard
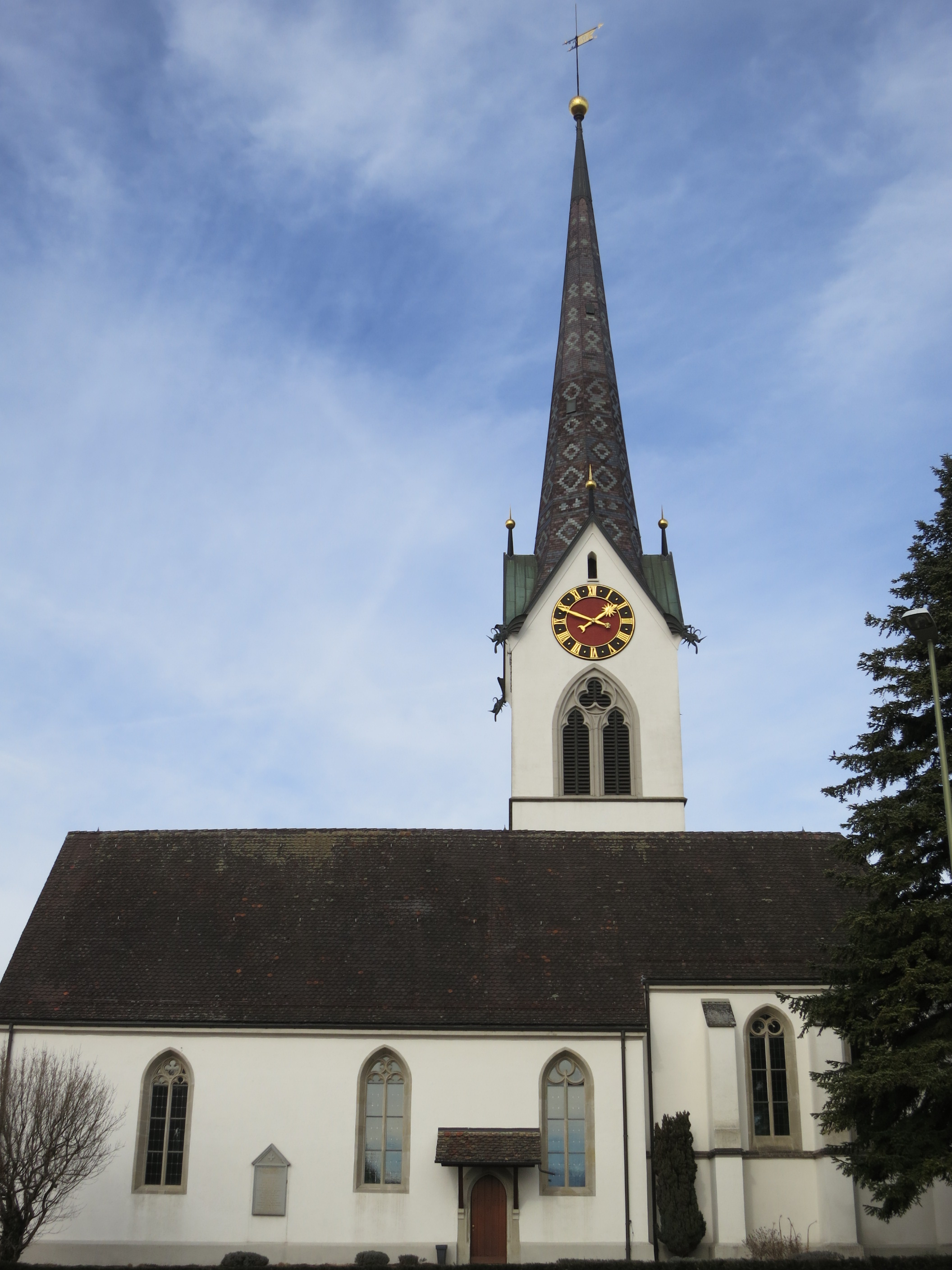
Reformierte Kirche Mettmenstetten

## Persönlichkeiten
- Arnold Syfrig (1835–1900), Unternehmer und Politiker
- Johann Jakob Hauser (1854–1913), Landwirt, Journalist und Agrarpolitiker (FDP)
- Ernst Brunner (1901–1979), Fotograf
- Martin Haab (* 1962), Politiker (SVP)
- Thomas Lambert (* 1984), Freestyle-Skisportler